# La Candelaria (Salta)
Pour les articles homonymes, voir Candelaria.
La Candelaria est une localité de la province de Salta, au nord-ouest de l'Argentine, et le chef-lieu du département de La Candelaria.

## Population
La localité comptait 479 habitants en 2001, soit une hausse de 98 % par rapport aux 242 recensés en 1991.

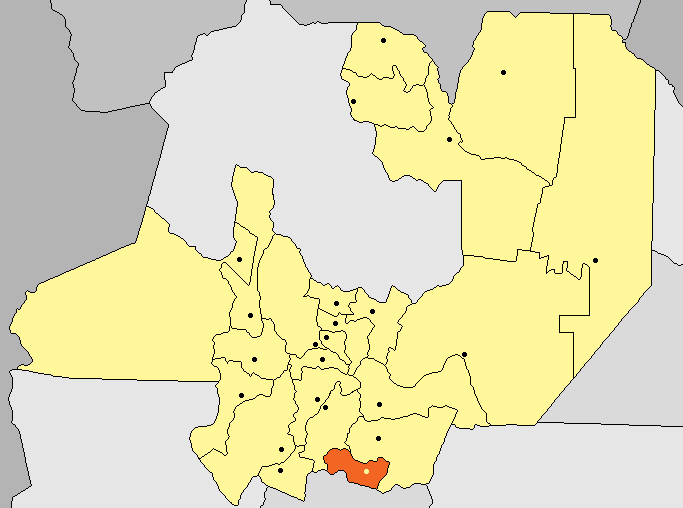
Localisation de la ville dans la province